# Dornburger Mosaik
Koordinaten: 52° 1′ 14″ N, 11° 54′ 16″ O
Das Dornburger Mosaik ist ein Naturschutzgebiet in der Stadt Gommern im Landkreis Jerichower Land und der Stadt Zerbst/Anhalt im Landkreis Anhalt-Bitterfeld in Sachsen-Anhalt.
Das Naturschutzgebiet mit dem Kennzeichen NSG 0056 ist rund 46 Hektar groß. Es ist größtenteils Bestandteil des FFH-Gebietes „Elbaue zwischen Saalemündung und Magdeburg“ und von den Landschaftsschutzgebieten „Mittlere Elbe“ bzw. „Mittlere Elbe-Steckby“ umgeben. Das Gebiet steht seit 2003 unter Schutz (Datum der Verordnung: 15. Dezember 2003). Zuständige untere Naturschutzbehörde sind die Landkreise Jerichower Land und Anhalt-Bitterfeld.
Das aus drei Teilflächen bestehende Naturschutzgebiet liegt südöstlich von Magdeburg bzw. östlich von Schönebeck (Elbe) im Biosphärenreservat Mittelelbe.

## Scharleber See
Die Teilfläche „Scharleber See“ liegt östlich von Pretzien bzw. nordwestlich von Dornburg ⊙. Sie stellt den Bereich des Scharleber Sees mit seinen Uferbereichen, den durch den See fließenden Bach sowie einen südlich angrenzenden Bach und einen kleinen Teil des auf der Niederterrasse nördlich des Sees stockenden Waldes unter Schutz.
Im See, der von Schilfröhrichten umgeben wird, wachsen Schwimmblattgesellschaften mit Gelber Teichrose sowie kleinflächig Teichlinsengesellschaften. Auf der Niederterrasse stocken ein Flatterulmen-Feldahorn-Hangwald sowie Kiefern-, Pappeln- und Robinienforste. Teilbereiche in Naturschutzgebiet werden von Grünland eingenommen.
Der Scharleber See ist Lebensraum des Elbebibers.

## Sandberge bei Dornburg
Die „Sandberge bei Dornburg“ liegen zwischen Dornburg und Gödnitz ⊙. Sie umfassen den Lübser Heuberg, eine rund zehn Meter hohe Binnendüne der Sandberge, die steil zum Elbtal abfällt.
Die Binnendüne wird von einem lichten Kiefernwald geprägt. Kleinflächig vorkommende offene Flächen werden von Silbergras-Pionierfluren mit Sandsegge und Sandschwingelrasen sowie Vorkommen der Sandsilberscharte eingenommen. Auf den trockenen Standorten der Düne siedeln auch Rapunzelglockenblume, Rispige Graslilie und Ohrlöffelleimkraut. Im Randbereich der Düne ist Landreitgras zu finden.
Die trockenen Sandstandorte sind Lebensraum einer daran angepassten Insektenfauna. Hier kommen u. a. Blauflügelige Sandschrecke und verschiedene Stechimmen vor.

## Untere Nuthe
Die Teilfläche „Untere Nuthe“ liegt westlich von Gödnitz ⊙. Sie umfasst die Nuthe zwischen der Elbebrücke bei Barby und der Mündung in die Elbe mit ihren Uferbereichen. Der mäandrierende Fluss, der sich bis zu fünf Meter tief in die Flussaue eingeschnitten hat, wird von einem Hartholzauwald mit Stieleiche und Feldahorn begleitet, an den sich im Mündungsbereich Auenwiesen anschließen. Auf den Auenwiesen wachsen Nordisches Labkraut, Gewöhnliche Wiesensilge und Gewöhnliche Brenndolde. Die an Gleithängen der Nuthe ausgebildeten Schlammbänke werden von Zweizahnfluren und Rohrglanzgrasrieden eingenommen. Im Flusslauf sind vereinzelt Kammlaichkrautgesellschaften zu finden.
Im Naturschutzgebiet sind Elbebiber, verschiedene Vögel wie Brandgans, Eisvogel, Beutelmeise und Braunkehlchen sowie insbesondere im bewaldeten Gewässerabschnitt die Fische Steinbeißer, Ukelei, Aland, Quappe und Döbel heimisch.